# تولدو (انتیوکیا)
تولدو (انگلیسی: Toledo, Antioquia)یک منطقه مسکونی در کشور کلمبیا است.